# Colwyn Bay
Colwyn Bay (Bae Colwyn in het Welsh) is een plaats in de Welshe county borough Conwy.
Colwyn Bay telt 28.992 inwoners.

## Geboren in Colwyn Bay
- Terry Jones (1942-2020), acteur, komiek bij Monty Python, schrijver, historicus
- Timothy Dalton (1946), acteur, bekend van James Bond
- Paula Yates (1959-2000), fotomodel en televisiepresentatrice

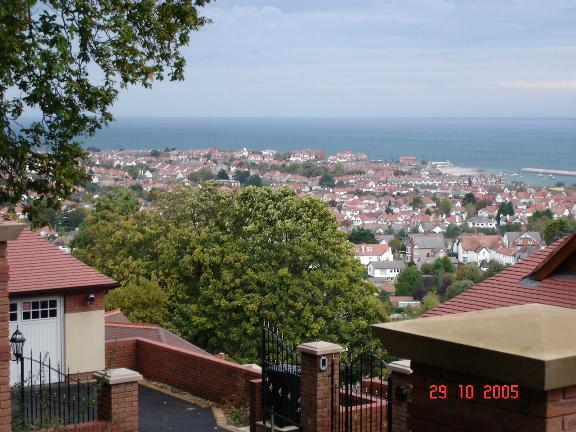
Panorama